# قرار مجلس الأمن التابع للأمم المتحدة رقم 99
أشار قرار مجلس الأمن التابع للأمم المتحدة رقم 99، الصادر في 12 أغسطس 1953، إلى أن القاضي سيرجي غولونسكي قد قدم استقالته بسبب اعتلال صحته وأنه سيشغر منصب في محكمة العدل الدولية، وقد قرر المجلس إجراء انتخابات لملء المقعد الشاغر خلال الدورة الثامنة للجمعية العامة.

## روابط خارجية
- نص القرار في undocs.org